# Alaska (Kaninchenrasse)

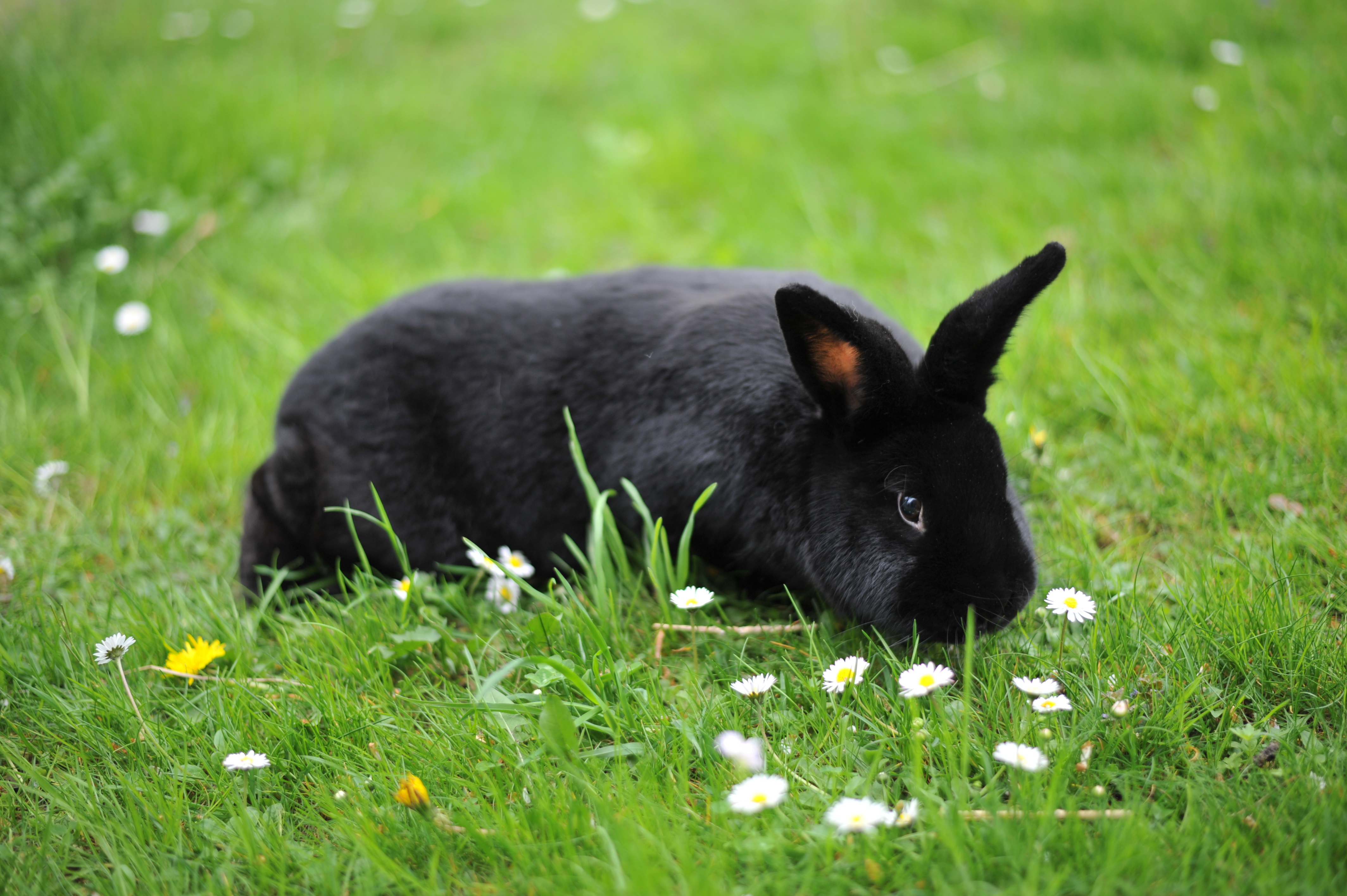
Alaska schwarz

Das Alaska ist eine mittelgroße (3,25 bis 4 kg), einfarbig schwarze Kaninchenrasse.
Die Erbformel der Alaska ist

ABCDg (Deutsche Symbolik) bzw. aBCDE (Englische Symbolik)

## Geschichte der Rasse
Ähnlich wie bei anderen Rassen stand bei der Erzüchtung des Alaskakaninchens der Wunsch, ein Edelpelztier zu imitieren. Im Falle der Alaskakaninchen war das Vorbild der schwarze Alaskafuchs, nach dem die Rasse benannt wurde. Um die Herauszüchtung der Rasse bemühte sich insbesondere M. Fischer aus Gotha. Als Ausgangsrassen dienten ihm Russen-, Havanna-, Holländer- und Schwarzsilberkaninchen. 1907 wurden die Alaskakaninchen erstmals auf einer Schau vorgestellt. Es traten nach kurzer Zeit zwei Zuchtrichtungen des Alaskakaninchens auf, während der eine Teil der Züchter das Alaskakaninchen mit einem rein schwarzen Fell anstrebte, versuchte der andere, dem Alaskakaninchen lange weiße Grannenhaare anzüchten, um das Fuchsfell besser zu imitieren. Da aber diese Grannenhaare beim Fuchsfell deutlich das übrige Fell überragen, was beim Kaninchen nicht der Fall ist, wurde dieses Ziel wieder verworfen, allerdings stellte die weiße Durchsetzung in einigen Zuchten der Alaskakaninchen noch über Jahrzehnte ein Problem dar.
Parallel zu Fischer in Gotha züchtete Friedrich Joppich, damals noch in der Schweiz lebend, ein schwarzes Kaninchen des gleichen Namens aus Schwärzlingen der Englischen Schecke.
Heute ist das Alaskakaninchen eine verbreitete Rasse, die häufig auf Ausstellungen zu sehen ist.

## Ähnliche Rassen
Der Schwarze Wiener ist mit 4,25 bis 5,25 kg deutlich größer. Reines Schwarz ist als Farbenschlag oder Zeichnungsfarbe auch bei anderen Rassen zugelassen.